# Nunasjärvi (Gällivare socken, Lappland)
Nunasjärvi är en sjö i Gällivare kommun i Lappland och ingår i Kalixälvens huvudavrinningsområde. Sjön har en area på 1,03 kvadratkilometer och ligger 378 meter över havet.

## Delavrinningsområde
Nunasjärvi ingår i det delavrinningsområde (750034-171994) som SMHI kallar för Utloppet av Nunasjärvi. Medelhöjden är 391 meter över havet och ytan är 4,65 kvadratkilometer. Det finns inga avrinningsområden uppströms utan avrinningsområdet är högsta punkten. Vattendraget som avvattnar avrinningsområdet har biflödesordning 4, vilket innebär att vattnet flödar genom totalt 4 vattendrag innan det når havet efter 283 kilometer. Avrinningsområdet består mestadels av skog (60 procent) och sankmarker (18 procent). Avrinningsområdet har 1,03 kvadratkilometer vattenytor vilket ger det en sjöprocent på 22,1 procent.